# Zachary Bolduc
Zachary Bolduc (né le 24 février 2003 à Trois-Rivières dans la province de Québec au Canada) est un joueur canadien de hockey sur glace. Il évolue à la position d'ailier.

## Biographie

### Jeunesse
Bolduc commence sa carrière junior avec les Estacades de Trois-Rivières dans la Ligue de hockey midget AAA lors de la saison 2018-2019. Il participe également aux Quebec Games Cup[Quoi ?] qu’il remporte avec l’équipe bleue. Il est aussi sacré champion des Jeux du Canada avec l’équipe du Québec.
Alors qu’il commence la saison 2019-2020 avec les Musketeers de Sioux City dans la United States Hockey League, il change d’avis et signe un contrat avec l’Océanic de Rimouski, pour revenir jouer au Québec dans la Ligue de hockey junior majeur du Québec (LHJMQ). Sa performance lors de cette saison lui vaut le trophée Michel-Bergeron remis à la meilleure recrue offensive, ainsi que le titre de recrue de l’année. Il est également nommé dans l’équipe recrue des étoiles de la LHJMQ. La saison suivante, il remporte le trophée Michael-Bossy remis au joueur présentant les meilleures chances de connaitre une carrière au niveau professionnel.
En prévision du repêchage de 2021, la centrale de recrutement de la LNH le classe au dix-septième rang des espoirs nord-américains chez les patineurs. Il est finalement sélectionné au 17e rang par les Blues de Saint-Louis.
Avant le début de la saison 2021-2022, l’Océanic l’échange aux Remparts de Québec en retour de nombreux choix de repêchage.

### Carrière professionnelle
Bolduc fait ses débuts professionnels avec les Thunderbirds de Springfield dans la LAH en saison 2023-2024. Il récolte 23 points en 48 matchs et se fait rappeler par les Blues de Saint-Louis. À son deuxième match dans la LNH, il compte son premier but, soit le 24 février 2024. 
Le 1er juillet 2025, il est échangé aux Canadiens de Montréal contre Logan Mailloux.

### En équipe nationale
Bolduc représente le Canada au niveau international. Lors du Défi mondial des moins de 17 ans en 2019, il finit à la 4e place avec l’équipe blanche du Canada.

## Statistiques

### En club
| Saison     | Équipe                      | Ligue      |    | Saison régulière | Saison régulière | Saison régulière | Saison régulière | Saison régulière |    | Séries éliminatoires | Séries éliminatoires | Séries éliminatoires | Séries éliminatoires | Séries éliminatoires |
| Saison     | Équipe                      | Ligue      | PJ | B                | A                | Pts              | Pun              | PJ               | B  | A                    | Pts                  | Pun                  |                      |                      |
| 2018-2019  | Estacades de Trois-Rivières | QMAAA      | 42 | 17               | 37               | 54               | 34               | 9                | 3  | 2                    | 5                    | 8                    |                      |                      |
| 2018-2019  | Team Québec Blue            | QGC        | 5  | 3                | 8                | 11               | 0                |                  |    |                      |                      |                      |                      |                      |
| 2018-2019  | Team Québec                 | CWG        | 6  | 0                | 3                | 3                | 4                |                  |    |                      |                      |                      |                      |                      |
| 2019-2020  | Musketeers de Sioux City    | USHL       | 2  | 0                | 0                | 0                | 0                | -                | -  | -                    | -                    | -                    |                      |                      |
| 2019-2020  | Océanic de Rimouski         | LHJMQ      | 55 | 30               | 22               | 52               | 36               | -                | -  | -                    | -                    | -                    |                      |                      |
| 2020-2021  | Océanic de Rimouski         | LHJMQ      | 27 | 10               | 19               | 29               | 18               | -                | -  | -                    | -                    | -                    |                      |                      |
| 2021-2022  | Remparts de Québec          | LHJMQ      | 65 | 55               | 44               | 99               | 36               | 12               | 8  | 4                    | 12                   | 6                    |                      |                      |
| 2022-2023  | Remparts de Québec          | LHJMQ      | 61 | 50               | 60               | 110              | 50               | 18               | 11 | 8                    | 19                   | 8                    |                      |                      |
| 2023-2024  | Blues de Saint-Louis        | LNH        | 25 | 5                | 4                | 9                | 6                | -                | -  | -                    | -                    | -                    |                      |                      |
| 2023-2024  | Thunderbirds de Springfield | LAH        | 50 | 8                | 17               | 25               | 24               | -                | -  | -                    | -                    | -                    |                      |                      |
| 2024-2025  | Blues de Saint-Louis        | LNH        | 72 | 19               | 17               | 36               | 37               | 7                | 0  | 1                    | 1                    | 16                   |                      |                      |
| 2024-2025  | Thunderbirds de Springfield | LAH        | 4  | 0                | 2                | 2                | 2                | -                | -  | -                    | -                    | -                    |                      |                      |
| Totaux LNH | Totaux LNH                  | Totaux LNH | 97 | 24               | 21               | 45               | 43               | 7                | 0  | 1                    | 1                    | 16                   |                      |                      |

### En équipe nationale
| Année | Équipe           | Compétition                      |   | PJ | B | A | Pts | Pun      |  | Résultat |
| 2019  | Canada blanc U17 | Défi mondial des moins de 17 ans | 5 | 2  | 3 | 5 | 10  | 4e place |  |          |

## Transactions
- Le 7 mai 2019, il est sélectionné par les Musketeers de Sioux City à la 21e place, durant le 2e tour du repêchage de l'USHL[8].

- Le 7 juin 2019, il est sélectionné par l'Océanic de Rimouski à la 14e place, durant le 1er tour du repêchage de la LHJMQ[9].

- Le 3 octobre 2019, il s'engage avec l'Océanic[10].

- Le 3 août 2021, il est échangé par l'Océanic aux Remparts de Québec, en retour de trois choix de premier tour et d'un de sixième tour[11].

- Le 23 août 2021, il signe son contrat d'entrée avec les Blues de Saint-Louis[12].

- Le 1er juillet 2025, il est échangé contre Logan Mailloux aux Canadiens de Montréal[13].

## Trophées et honneurs

### Trophées juniors
- 2018-2019 :
  - Champion des QGC[Quoi ?] avec la Team Québec Blue.
  - Champion des Jeux du Canada avec l'équipe Québec.

- 2019-2020 :
  - Meilleur buteur au classement des recrue de la LHJMQ (30 buts).
  - Trophée Michel-Bergeron en tant que meilleure recrue offensive de la LHJMQ.
  - Nommé Recrue de l'année en LHJMQ.
  - Sélectionné dans l'équipe recrue des étoiles de la LHJMQ.

- 2020-2021 :
  - Nommé assistant-capitaine de l'Océanic de Rimouski.
  - Trophée Michael-Bossy en tant que meilleur meilleur espoir professionnel de la LHJMQ.